# Szastarka (gmina)
Pour les articles homonymes, voir Szastarka.
Szastarka est une gmina rurale (gmina wiejska) de la powiat de Kraśnik, dans la Voïvodie de Lublin, dans l'est de la Pologne.
Son siège administratif (chef-lieu) est le village de Szastarka, qui se situe environ 12 kilomètres au sud-est de Kraśnik (siège du powiat) et 48 kilomètres au sud de la capitale régionale Lublin (capitale de la voïvodie).
La gmina couvre une superficie de 73,53 km2 pour une population de 6 236 habitants en 2006.

## Histoire
De 1975 à 1998, le village est attaché administrativement à la voïvodie de Tarnobrzeg.

Depuis 1999, il fait partie de la voïvodie de Lublin.

## Géographie

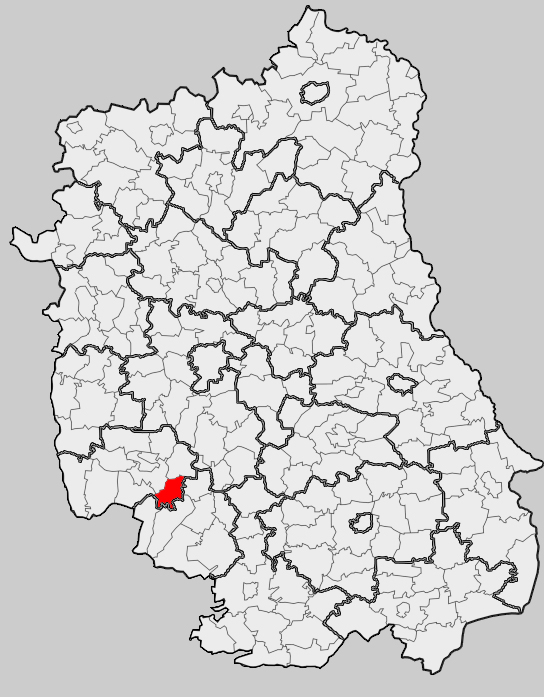
Position de la gmina dans la voïvodie

La gmina inclut les villages de:
- Blinów Drugi
- Blinów Pierwszy
- Brzozówka
- Brzozówka-Kolonia
- Cieślanki
- Huta Józefów
- Majdan-Obleszcze
- Polichna
- Rzeczyca-Kolonia
- Stare Moczydła
- Szastarka
- Wojciechów
- Wojciechów-Kolonia

### Gminy voisines
La gmina de Szastarka est voisine des gminy suivantes :
- Batorz
- Kraśnik
- Modliborzyce
- Potok Wielki
- Trzydnik Duży
- Zakrzówek

## Structure du terrain
D'après les données de 2002, la superficie de la commune de Szastarka est de 73,53 kilomètres carrés, répartis comme telle :
- terres agricoles : 85%
- forêts : 10%

La commune représente 7,31% de la superficie du powiat.

## Démographie
Données du 30 juin 2004:
| Description        | Total  | Total | Femmes | Femmes | Hommes | Hommes |
| ------------------ | ------ | ----- | ------ | ------ | ------ | ------ |
| Unité              | Nombre | %     | Nombre | %      | Nombre | %      |
| Population         | 6 260  | 100   | 3 158  | 50,4   | 3 102  | 49,6   |
| Densité (hab./km²) | 85,1   | 85,1  | 42,9   | 42,9   | 42,2   | 42,2   |